# John B. Hawley

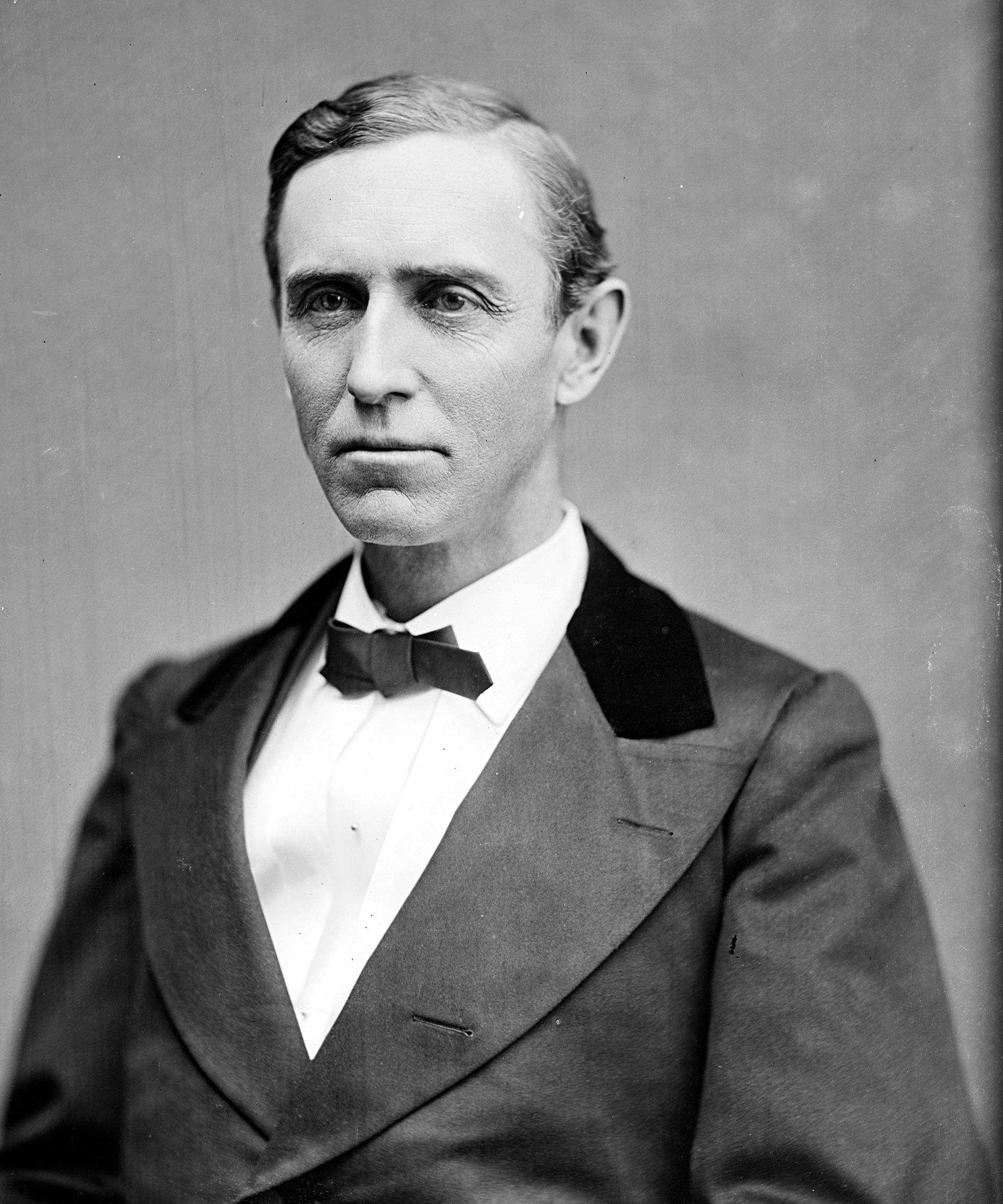
John B. Hawley

John Baldwin Hawley (* 9. Februar 1831 in Hawleyville, Fairfield County, Connecticut; † 24. Mai 1895 in Hot Springs, South Dakota) war ein US-amerikanischer Politiker. Zwischen 1869 und 1875 vertrat er den Bundesstaat Illinois im US-Repräsentantenhaus.

## Werdegang
Im Jahr 1833 kam John Hawley mit seinen Eltern nach Carthage in Illinois, wo er später die öffentlichen Schulen besuchte. Danach absolvierte er das Jacksonville College. Nach einem anschließenden Jurastudium und seiner 1854 erfolgten Zulassung als Rechtsanwalt begann er in Rock Island in diesem Beruf zu arbeiten. Zwischen 1856 und 1860 amtierte er als Staatsanwalt. Während des Bürgerkrieges diente er als Hauptmann im Heer der Union. In den Jahren 1865 und 1866 war er Posthalter in Rock Island.
Politisch schloss sich Hawley der Republikanischen Partei an. Bei den Kongresswahlen des Jahres 1868 wurde er im vierten Wahlbezirk von Illinois in das US-Repräsentantenhaus in Washington, D.C. gewählt, wo er am 4. März 1869 die Nachfolge von Abner C. Harding antrat. Nach zwei Wiederwahlen konnte er bis zum 3. März 1875 drei Legislaturperioden im Kongress absolvieren. Seit 1873 vertrat er dort den sechsten Distrikt seines Staates. Zwischen 1871 und 1873 war Hawley Vorsitzender des Ausschusses zur Kontrolle der Ausgaben für öffentliche Liegenschaften. 1870 wurde der 15. Verfassungszusatz ratifiziert.
Im Jahr 1874 wurde Hawley von seiner Partei nicht mehr zur Wiederwahl nominiert. Zwischen 1877 und 1880 war er stellvertretender US-Finanzminister (Assistant Secretary of the Treasury). Im Jahr 1880 zog er nach Chicago, wo er als Anwalt praktizierte. Seit 1886 lebte er in Omaha (Nebraska). Dort vertrat er als Rechtsanwalt die Interessen der Northwestern Railroad Co. John Hawley starb am 24. Mai 1895 in Hot Springs und wurde in Omaha beigesetzt.